# Umberto Grano
Umberto Grano (Venezia, 13 aprile 1940 – Venezia, 14 ottobre 2024) è stato un pilota automobilistico italiano.
Ha vinto il Campionato europeo turismo FIA per autovetture nel 1978 su una BMW 3.0 CSL con il team Luigi - BMW Italia, nel 1981 su una BMW 635CSi con il team Eggenberger Racing-BMW Italia e nel 1982 su una BMW 528i con la stessa squadra. Ha vinto il Campionato Europeo FIA Touring Car nel 1980 e 1983.

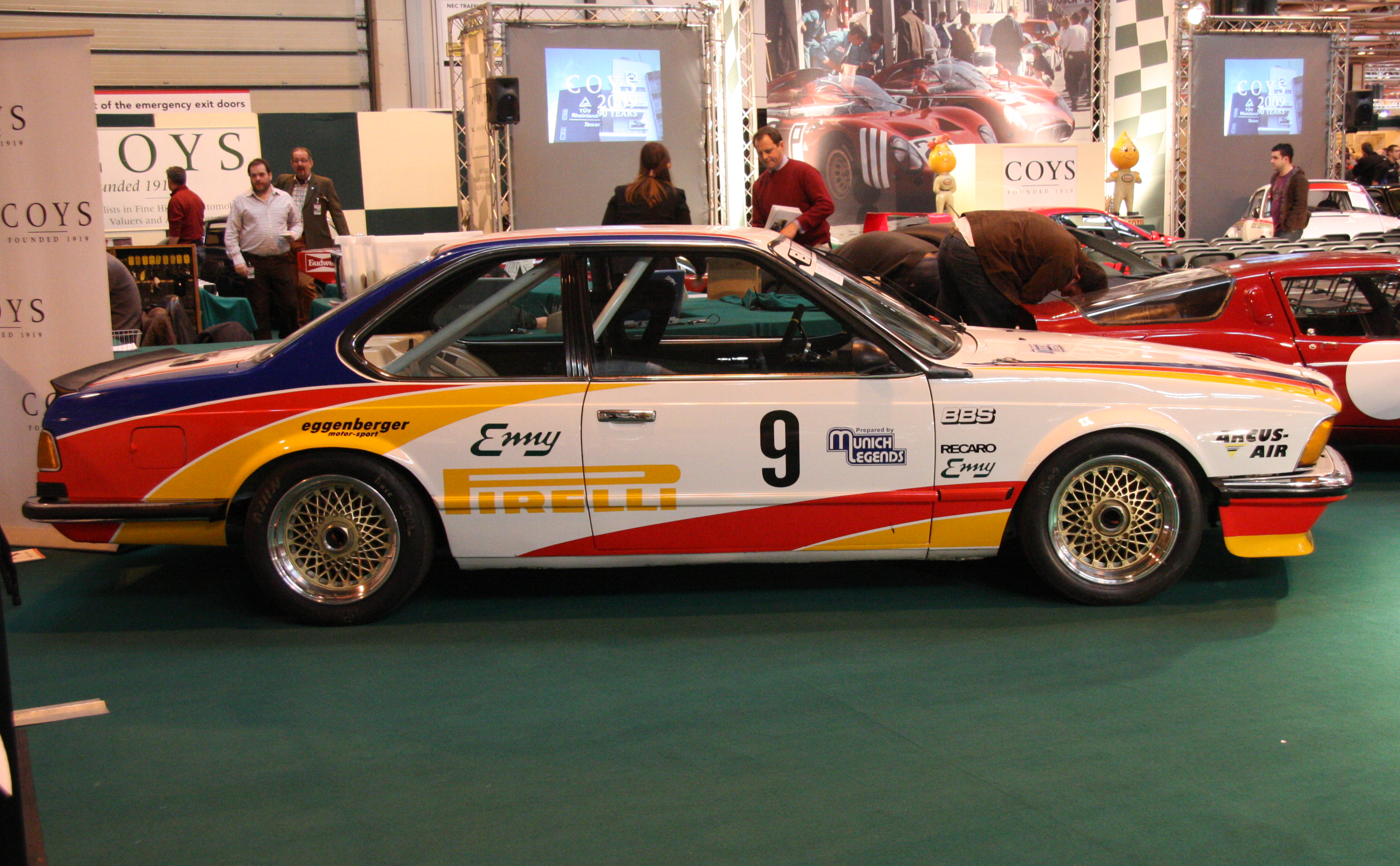
La BMW-635CSi della squadra Eggenberger, usata da Grano nel 1984 a Zolder (simile a quella del titolo del 1981)